# Prepona devioletta
Prepona devioletta är en fjärilsart som beskrevs av Anton Heinrich Fassl 1922. Prepona devioletta ingår i släktet Prepona och familjen praktfjärilar. Inga underarter finns listade i Catalogue of Life.